# Hiro Matsushita
Hiroyuki Matsushita - em japonês: ヒロ松下 Hiro Matsushita, e em Kanji: 松下弘幸 (Kobe, 14 de março de 1961) é um ex-automobilista japonês, que correu na Fórmula Indy/CART entre 1990 e 1998. Ele é neto de Konosuke Matsushita, fundador da Matsushita Electric Industrial Co.; como resultado, ele sempre teve o patrocínio da Panasonic.

## Carreira
Apesar de ser conhecido por ter corrido na CART, Matsushita começou sua carreira pilotando motos em seu país, entre 1977 e 1979, migrando pouco tempo para as quatro rodas. Com o patrocínio da Panasonic, foi para os EUA em 1986, onde correu na Fórmula Ford. Passou também pela Fórmula Atlantic (divisão do oeste) e pela American Racing Series (futura Indy Lights).
Na Indy (futuramente CART e, em seguida, Champ Car), Matsushita debutou no GP de Long Beach, pela equipe Simon. Terminou em 19º lugar. Foi a primeira de 117 provas disputadas pelo japonês, considerado o pioneiro de seu país na categoria. Até 1998, correu pelas equipes Walker, Arciero-Wells e Payton-Coyne. Retirou-se do automobilismo de monopostos em 1998, depois de chegar em décimo-quinto na etapa do Rio de Janeiro. Matsushita se aposentou de vez das pistas após participar da prova de resistência Baja 1000, pilotando um Mitsubishi Montero.

## O apelido de "King Hiro"
Matsushita ficou mundialmente conhecido por ter atrapalhado o brasileiro Emerson Fittipaldi em uma corrida da Indy (Laguna Seca, 1993). Disputando a liderança, o bicampeão das 500 Milhas de Indianápolis se deparou com o japonês, que vinha bastante lento em sua frente.
Sem pensar duas vezes, o brasileiro mergulha para fazer a ultrapassagem, mas Matsushita, sem razão aparente, fecha o Penske de Emerson, espremendo-o no muro. Por pouco, Emerson não bate, e, furioso, desabafa com o engenheiro via rádio: "F... Hiro! F... Hiro! God damn'it! F... Hiro!",
A ESPN, que cobria a prova, foi obrigada a editar o áudio para que o erro não se repetisse. O áudio mudou para "...king Hiro! ...king Hiro! God damn'it! ...king Hiro!". Foi desta maneira inusitada que Matsushita ganhou o apelido de "King Hiro" (Rei Hiro, em português).

## Vida pessoal
Em 1991, Hiro comprou a Swift Engineering, uma empresa de engenharia de naves espaciais com sede na Califórnia.
Matsushita mora em San Clemente (Califórnia)